# Sundus
Sundus (arabisch سندس, DMG Sundus; geb. im späten 8. oder frühen 9. Jahrhundert, gest. im 9. Jahrhundert) war eine Sklavin und Konkubine des siebten Abbasiden-Kalifen al-Ma'mūn (786–833, reg. 813–833).

## Leben
Sundus kam als Sklavin in den Besitz von al-Ma'mun, der von 813–833 siebter Kalif der Abbasiden war. Sie wurde seine Konkubine und gebar ihm fünf Söhne. Der bekannteste ist al-Abbas ibn al-Ma'mun (gest. 838), der im Jahr 828 von seinem Vater zum Gouverneur der Grenzprovinzen zum byzantinischen Reich ernannt wurde. Nach dem arabischen Historiker Abu Zakariya al-Azdi (gest. 946) waren die Namen ihrer fünf Söhne al-Abbas, Harun, Ahmad, 'Isa und Isma'il.

## Reale Figur in Tausendundeine Nacht
In den Geschichten aus Tausendundeiner Nacht berichtet die Erzählung Der Kalif al-Ma'mun und das Mädchen vom Stamm der Kilab (ANE 543) vom Treffen des Kalifen al-Ma'mun mit einem Mädchen vom Stamm der Banu Kilab, die er schließlich heiratet. Das Mädchen wird Mutter eines Sohnes namens al-Abbas, womit ihre Identifikation als Sundus naheliegt, anders als bei der historischen Sundus handelt es sich bei dem Mädchen aber um keine Sklavin, sondern eine freie Frau vom Stamm der Banu Kilab.

## Wissenswertes
Der arabische Name Sundus bedeutet wörtlich „feiner Seidenbrokat“, ein klassischer Name für Sklavinnen.

### Arabische Primärquellen
- C. E. Bosworth: The History of al-Tabari: Storm and Stress along the Northern Frontiers of the 'Abbasid Caliphate, State University of New York Press, New York, Band 33, S. 134.
- Joel L. Kraemer: The History of al-Tabari: Incipient Decline, State University of New York Press, New York, Band 34, S. 81.

### Sekundärliteratur
- John P. Turner (2013): "al-ʿAbbās b. al-Maʾmūn". In Fleet, Kate; Krämer, Gudrun; Matringe, Denis; Nawas, John; Rowson, Everett (eds.). Encyclopaedia of Islam (3rd ed.). Brill Online. doi:10.1163/1573-3912_ei3_COM_24639. ISSN 1873-9830.